# Arunachalam Muruganantham
Arunachalam Muruganantham (12 ottobre 1961) è un imprenditore indiano di Coimbatore nel Tamil Nadu, in India.

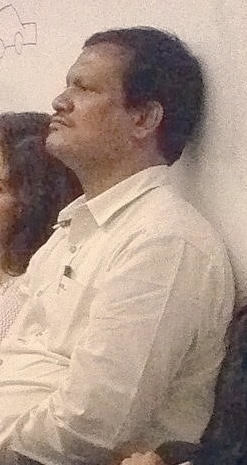
Arunachalam Muruganantham in California

È l'inventore di una macchina per la produzione di assorbenti igienici a basso costo ed è accreditato per l'innovazione dei meccanismi di base per generare consapevolezza sulle pratiche antigieniche tradizionali intorno alle mestruazioni nell'India rurale. Le sue mini-macchine, che possono produrre assorbenti per meno di un terzo del costo degli assorbenti commerciali, sono state installate in 23 dei 29 stati dell'India. Attualmente sta pianificando di espandere la produzione di queste macchine a 106 nazioni.
Nel 2014, è stato incluso nella lista della rivista Time delle 100 persone più influenti al mondo. Nel 2016 gli è stato assegnato il Padma Shri dal governo indiano. Il film Period. End of Sentence., che narra la progressiva diffusione della macchina nell'India moderna, ha vinto l'Oscar per il miglior documentario (cortometraggio) nel 2019.

## Biografia

### Giovinezza
Muruganantham nacque nel 1961 da S. Arunachalam e A. Vanita, entrambi tessitori di telai a mano a Coimbatore, in India. Dopo la morte del padre in un incidente stradale Muruganantham è cresciuto in povertà. Sua madre lavorava come bracciante agricolo per aiutarlo nei suoi studi. Tuttavia, all'età di 14 anni, abbandonò la scuola. Per sostenere la sua famiglia forniva cibo agli operai della fabbrica e svolgeva vari lavori come operatore di macchine utensili, agente di vendita di igname, bracciante agricolo e saldatore.

### Invenzione
Nel 1998 ha sposato Shanthi. Poco dopo, Muruganantham scoprì che sua moglie stava raccogliendo stracci sporchi e giornali da usare durante il suo ciclo mestruale, poiché gli assorbenti sanitari prodotti dalle multinazionali erano costosi. Preoccupato per questo comportamento, ha iniziato a progettare assorbenti sperimentali. Inizialmente, produceva degli assorbenti di cotone, ma la moglie e le sue sorelle si rifiutarono di usarli e alla fine smisero di collaborare con lui, rifiutando di essere le cavie per le sue innovazioni. Si rese conto che le materie prime costavano ₹10 (0,12 euro), ma il prodotto finale veniva venduto per 40 volte quel prezzo.
Cercò dunque donne volontarie che potessero testare le sue invenzioni, ma la maggior parte era troppo timida per discutere con lui dei propri problemi mestruali. Iniziò dunque a testarlo su se stesso, usando una vescica con sangue animale, ma divenne oggetto di ridicolo quando l'"assorbente" fu scoperto nel suo villaggio. Poiché le mestruazioni erano un argomento tabù in India, le sue ricerche lo lasciarono ostracizzato dalla sua comunità e famiglia. Distribuì i suoi prodotti gratuitamente alle ragazze in un college di medicina locale, sperando di ricevere un feedback.
Gli ci vollero due anni per scoprire che gli assorbenti commerciali usavano fibre di cellulosa derivate dalla pasta di legno di corteccia di pino. Le fibre aiutano gli assorbenti ad assorbire mantenendo la forma. Ha così ideato una macchina a basso costo che potesse essere utilizzata con una formazione minima. Acquistò la pasta di legno di pino lavorata da un fornitore di Mumbai, e le macchine avrebbero macinato, defibrillato, pressato e sterilizzato gli assorbenti alla luce ultravioletta prima di confezionarli per la vendita. La macchina costa ₹ 65.000 (circa 800 euro).

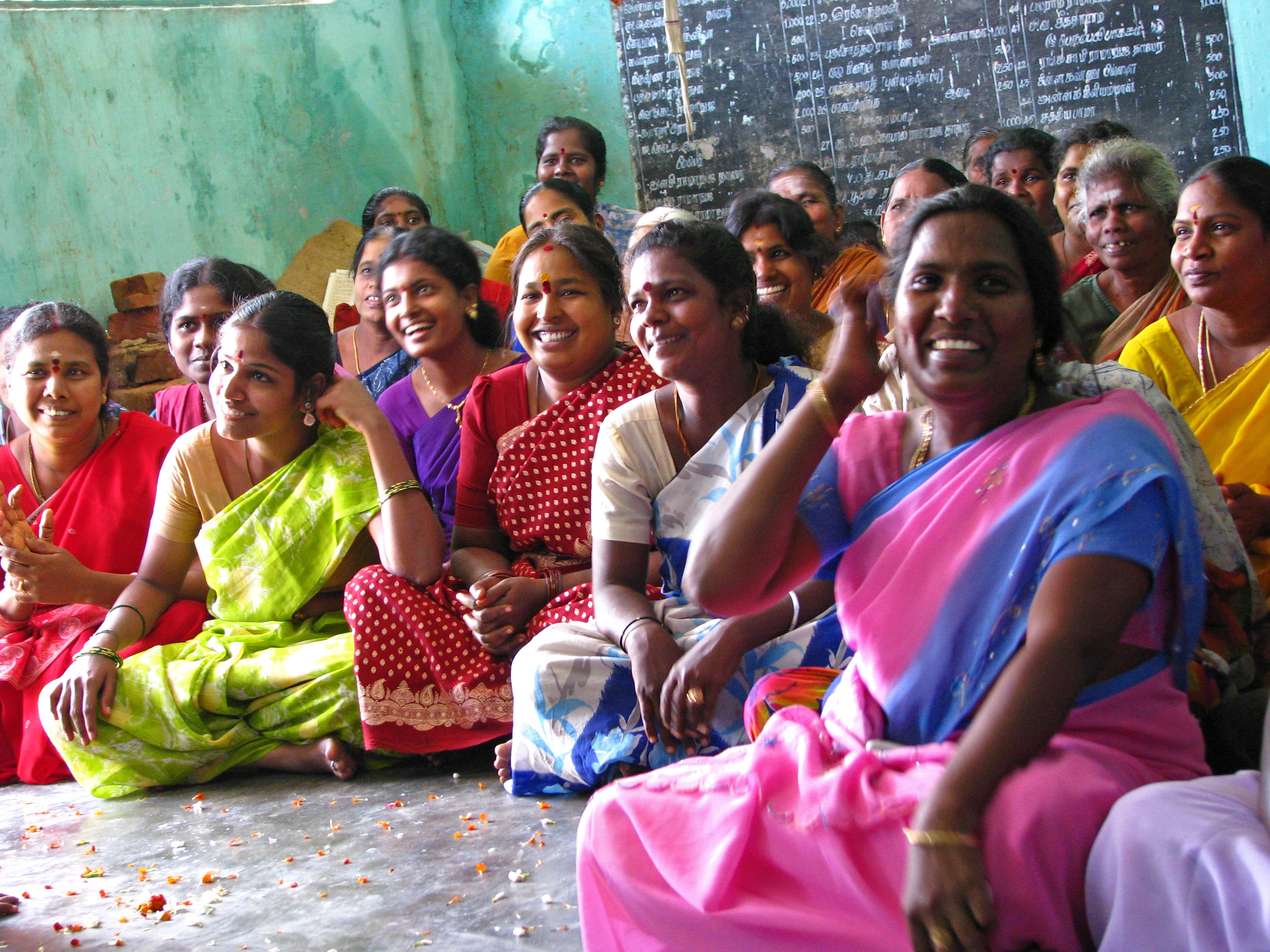
Donne rurali che si incontrano come membri di gruppi di auto-aiuto (SHG)

Nel 2006 ha visitato l'IIT Madras per mostrare la sua idea e ricevere suggerimenti. La sua invenzione fu inserita tra quelle candidate per il premio Grassroots Technological Innovations della National Innovation Foundation, vincendo poi effettivamente il premio. Ha ottenuto il finanziamento delle sementi e ha fondato la Jayaashree Industries, che ora commercializza queste macchine per le donne che vivono in contesti rurali in tutta l'India. La macchina è stata elogiata per la sua semplicità ed efficacia in termini di costi e il suo impegno nell'aiuto sociale gli è valso numerosi riconoscimenti. Nonostante le offerte di diverse entità aziendali per commercializzare la sua impresa, ha rifiutato e continua a fornire queste macchine a gruppi di auto-aiuto (SHG) gestiti da donne.
L'invenzione di Muruganantham è ampiamente elogiata come un passo chiave nel cambiare la vita delle donne in India. La macchina crea lavoro e guadagni per molte donne, e gli assorbenti economici consentono a molte più donne di guadagnarsi da vivere durante le mestruazioni. Oltre al suo raggio d'azione, il lavoro di Muruganantham ha anche ispirato molti altri imprenditori ad entrare in quest'area inclusi alcuni che propongono di utilizzare rifiuti di fibre di banana o bambù per lo scopo.

## Nella cultura di massa
Muruganantham è diventato famoso come imprenditore sociale. Ha tenuto conferenze in molte istituzioni tra cui IIT Bombay, IIM Ahmedabad, IIM Bangalore, Birla Institute of Technology and Science, Pilani - Goa Campus e Università di Harvard. Ha anche tenuto un discorso TED. La sua storia è stata oggetto di un documentario pluripremiato di Amit Virmani, Menstrual Man, così come del film Phullu (2017), diretto da Abhishek Saxena. Il regista R. Balki ha scelto l'attore indiano Akshay Kumar nel ruolo di Laxmikant Chauhan in un film basato sulla vita di Muruganantham, intitolato Pad Man.

### Film
- Uomo mestruale (2017)
- Phullu (2017)
- Pad Man (2018)
- Period. End of Sentence. (2018)